# Резерват биосфере лептира Монарха
Резерват биосфере лептира Монарха (шп. Reserva de la Biosfera de la Mariposa Monarca) је резерват биосфере на планинама трансмексичког вулканског прстена, у мексичким савезним државама Мичоакан и Мексико, око 100 км северозападно од Мексико Ситија.
Иако се резерват простире на 5.625,9 km², лептири Монарси од октобра до марта бораве само на 8 микролокалитета (у целом Мексику има их 14), па тако резерват не пружа заштиту само популацији лептира, већ штити цео екосистем коме они припадају. Очување шума и микроклиме резервата је кључ његовог опстанка, па се свака претња шуми сматра пресудном. Илегална сеча је стална претња са потенцијалним директним утицајем на јединственост овог резервата. Такође је забележена и повећана изградња инфраструктуре за потребе све бројнијих туриста. У којој ће мери ови фактори утицати на осетљиви екосистем резервата тек треба утврдити
- Лептири Монарси
- Лептир Монарх
- Женска јединка
- Мушка јединка